# Landry Fields
Landry Fields (Long Beach, California, 27 de junio de 1988) es un dirigente deportivo y exjugador de baloncesto estadounidense que disputó 5 temporadas en la NBA. Con 2,01 metros de estatura, jugaba en las posiciones de alero y escolta. Desde diciembre de 2022 a abril de 2025 fue presidente de operaciones deportivas de los Atlanta Hawks.

## Trayectoria deportiva

### High School
Fields asistió al Instituto Los Alamitos en Los Alamitos, California, siendo el capitán del equipo durante sus dos últimos años. En su última campaña en Los Alamitos, Fields promedió 19 puntos, 5 rebotes, 2 robos de balón y un tapón, y recibió numerosos galardones; MVP de la Sunset League, jugador del año de la CIF Southern Section, y formó parte del mejor quinteto del All-Orange County, del estado, del Long Beach Press Telegram Dream Team y del Los Angeles Times.

### Universidad
Tras graduarse en el instituto, Field eligió la Universidad de Stanford, jugando al baloncesto durante cuatro años en los Cardinal. En sus dos primeras temporadas no superó los 14 minutos de media, no siendo hasta su año júnior cuando comenzó a tener protagonismo en el equipo. En la temporada 2008-09, Fields promedió 12,6 puntos y lideró al equipo en rebotes con 6,6 por partido. En su último año en Stanford aumentó sus números a 22 puntos y 8,8 rebotes, y fue incluido en el mejor quinteto y en el All-Academic de la Pacific 10 Conference, nombrado mejor atleta del año de la conferencia, y All-District por la Asociación Nacional de Entrenadores de Baloncesto. Además, Fields anotó en dobles figuras en cada partido de la temporada, siendo el primer jugador en lograrlo en la historia de la universidad desde Adam Keefe en la campaña 1991-92, en 29 partidos.

#### Estadísticas
| Año     | Equipo   | PJ | PT | MPP  | %TC  | %3P  | %TL  | RPP | APP | ROB | TPP | PPP  |
| ------- | -------- | -- | -- | ---- | ---- | ---- | ---- | --- | --- | --- | --- | ---- |
| 2006–07 | Stanford | 30 | 0  | 14.0 | .363 | .303 | .652 | 2.5 | .7  | .2  | .1  | 4.2  |
| 2007–08 | Stanford | 33 | 0  | 12.6 | .362 | .355 | .625 | 2.0 | 1.0 | .3  | .2  | 4.1  |
| 2008–09 | Stanford | 34 | 33 | 30.7 | .498 | .368 | .650 | 6.6 | 1.9 | 1.2 | .5  | 12.6 |
| 2009–10 | Stanford | 32 | 32 | 36.3 | .490 | .337 | .696 | 8.8 | 2.8 | 1.6 | .8  | 22.0 |

### Profesional

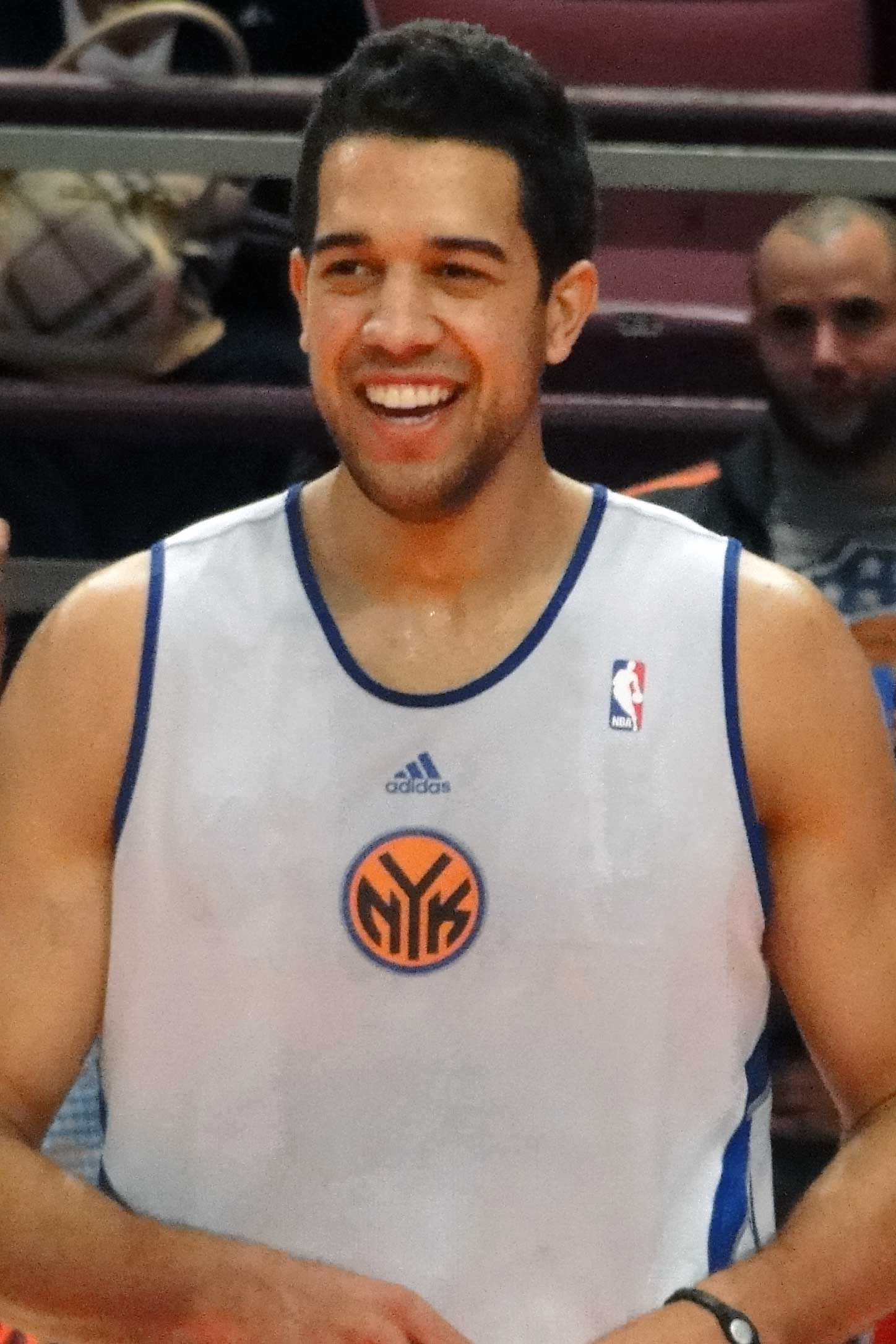
Landry Fields en 2011.

Fue seleccionado por New York Knicks en la 39.ª posición del Draft de la NBA de 2010. El 26 de agosto de 2010 firmó su primer contrato profesional con los Knicks. En los meses de noviembre y diciembre fue elegido Rookie del Mes de la Conferencia Este.
El 11 de julio de 2012, Fields firmó como agente libre restringido con Toronto Raptors por tres años y 20 millones de dólares. Después de que los Knicks no igualaran la oferta, Fields fichó por los Raptors el 14 de julio de 2012.

### Retirada
Tras tres temporadas en Toronto, se convierte en agente libre en julio de 2015. En septiembre decide operarse de la cadera, quedando fuera de las pistas para toda la 2015-16.
El 16 de septiembre de 2016, fue nombrado ojeador de los San Antonio Spurs, haciendo efectiva su retirada como jugador. Tras tres temporadas como ojeador universitario, en 2019 fue ascendido a General Manager del equipo afiliado de los Spurs en la G League, los Austin Spurs.
En octubre de 2020 pasa a ser asistente del General Manager de los Atlanta Hawks. Tras dos años, el 13 de junio de 2022, es ascendido a General Manager del equipo, y solo seis meses después, el 21 de diciembre de 2022, es nombrado presidente de operaciones deportivas, sustituyendo a Travis Schlenk. Puesto que ocupó hasta el 22 de abril de 2025, cuando fue reemplazado por Onsi Saleh.

## Estadísticas de su carrera en la NBA

### Temporada regular
| Año     | Equipo   | PJ  | PT  | MPP  | %TC  | %3P  | %TL  | RPP | APP | ROB | TPP | PPP |
| ------- | -------- | --- | --- | ---- | ---- | ---- | ---- | --- | --- | --- | --- | --- |
| 2010-11 | New York | 82  | 81  | 31.0 | .497 | .393 | .769 | 6.4 | 1.9 | 1.0 | .2  | 9.7 |
| 2011-12 | New York | 66  | 62  | 28.7 | .460 | .256 | .562 | 4.2 | 2.6 | 1.2 | .3  | 8.8 |
| 2012-13 | Toronto  | 51  | 22  | 20.3 | .457 | .143 | .642 | 4.1 | 1.2 | .6  | .2  | 4.7 |
| 2013-14 | Toronto  | 30  | 2   | 10.7 | .403 | .000 | .636 | 2.0 | .7  | .3  | .1  | 2.3 |
| 2014-15 | Toronto  | 26  | 9   | 8.3  | .488 | .500 | .833 | 1.0 | .6  | .4  | .0  | 1.8 |
| Total   | Total    | 255 | 176 | 23.6 | .473 | .332 | .666 | 4.3 | 1.6 | .8  | .2  | 6.8 |

### Playoffs
| Año   | Equipo   | PJ | PT | MPP  | %TC  | %3P  | %TL  | RPP | APP | ROB | TPP | PPP |
| ----- | -------- | -- | -- | ---- | ---- | ---- | ---- | --- | --- | --- | --- | --- |
| 2011  | New York | 4  | 4  | 17.8 | .200 | .000 | .167 | 1.3 | 1.3 | .5  | .8  | 1.8 |
| 2012  | New York | 5  | 4  | 23.0 | .484 | .200 | .714 | 3.0 | 1.4 | .6  | .0  | 7.2 |
| 2014  | Toronto  | 3  | 0  | 8.7  | .000 | .000 | .000 | 2.3 | .3  | 1.3 | .3  | .0  |
| Total | Total    | 12 | 8  | 17.7 | .375 | .111 | .462 | 2.3 | 1.1 | .8  | .3  | 3.6 |

## Vida personal
En 2014 participa en el programa de televisión de la cadena ABC Sing your face off, la versión estadounidense del programa español Tu cara me suena, donde ha imitado a cantantes como Lionel Ritchie o Pitbull.